# Primera División de México 1978-79
La temporada 1978-79 fue la edición XXXVII del campeonato de liga de la Primera División en la denominada "época profesional" del fútbol mexicano. Comenzó el 7 de septiembre de 1978 y finalizó el 30 de junio de 1979. La competencia contó con 20 equipos divididos en cuatro grupos de cinco clubes, los dos mejores de cada sector se clasificaron a la liguilla. El torneo tuvo de nuevo una modificación en el formato de la liguilla, se volvió a la ronda de grupos, donde los ocho clubes mejor colocados en la fase de grupos de la primera ronda se repartieron en dos agrupaciones de cuatro conjuntos, siendo los de mejor puntaje los finalistas. 
El Cruz Azul ganó el campeonato por sexta ocasión tras derrotar a los Pumas de la UNAM, que llegaban a su tercera final consecutiva, con un 2-0 definitivo en el partido de vuelta, jugado en el Estadio Azteca ante un lleno total de más de 110,000 espectadores. Este campeonato presentó una particularidad relevante con el título de goleo (compartido entre Cabinho y Hugo Sánchez con 26 anotaciones) que significó la primera vez que dos jugadores del mismo equipo compartían la distinción.
Este torneo significó el regreso de Zacatepec a la categoría, sustituyendo como campeón de la Segunda División al descendido Atlas. En esta temporada se registró el debut en el máximo circuito del Neza, surgido tras la adquisición de la franquicia perteneciente al Laguna; asimismo, esta edición significó el descenso del equipo de Veracruz a la segunda categoría.

## Sistema de competencia
Los veinte participantes fueron divididos en cuatro grupos de cinco equipos cada uno; todos disputan la fase regular bajo un sistema de liga, es decir, todos contra todos a visita recíproca; con un criterio de puntuación que otorga dos unidades por victoria, una por empate y cero por derrota. Los criterios de desempate para definir todas las posiciones serían la diferencia de goles entre tantos anotados y los recibidos, después se consideraría el gol average o promedio de goles y finalmente la cantidad de goles anotados.
Clasifican a la disputa de la fase final por el título, el primer y segundo lugar de cada grupo (sin importar su ubicación en la tabla general). Los ocho equipos clasificados son ubicados en dos grupos de cuatro equipos cada uno, se enfrentan en duelos a visita recíproca contra los integrantes de su sector, clasificando a la final los líderes de cada grupo. Los criterios de desempate para la fase grupal de la liguilla fueron los mismos que los de la fase regular. 
La definición de serie final tomaría como criterio el marcador global al final de los dos partidos. De haber empate en este, se alargaría el juego de vuelta a la disputa de dos tiempos extras de 15 minutos cada uno, y posteriormente tiros desde el punto penal, hasta que se produjera un ganador. 
En la liguilla por el no descenso, se enfrentarían los dos últimos lugares de la tabla general, únicamente si existiera una diferencia de tres puntos o menos entre los involucrados, de lo contrario el club con menos puntos descendería automáticamente a segunda división.

## Información de los equipos

### Ascensos y descensos
| Pos | Ascendido de la Segunda División 1977-78 |
| --- | ---------------------------------------- |
| 1º  | Zacatepec                                |

| Pos         | Descendido en la Primera División 1977-78 |
| ----------- | ----------------------------------------- |
| 19° (Prom.) | Atlas                                     |

### Cambios de franquicia
| Pos | Nueva Franquicia |
| --- | ---------------- |
| -   | Deportivo Neza   |

| Pos | Franquicia vendida |
| --- | ------------------ |
| 12° | Laguna             |

### Equipos por entidad federativa
En la temporada 1978-1979 jugaron 20 equipos que se distribuían de la siguiente forma:
| Monterrey UANL Tampico A. Potosino U de G Jalisco Guadalajara U.A.G León U. Curtidores A. Español Puebla Neza Zacatepec Toluca Veracruz América Cruz Azul Atlante UNAM | \| Entidad Federativa \| N.º \| Equipos \| \| ------------------ \| --- \| ---------------------------------------------------- \| \| Distrito Federal \| 5 \| América, Cruz Azul, Atlante, UNAM y Atlético Español \| \| Jalisco \| 4 \| Jalisco, Tecos, U de G y Guadalajara \| \| Guanajuato \| 2 \| León y Unión de Curtidores \| \| Nuevo León \| 2 \| Monterrey y UANL \| \| Estado de México \| 2 \| Toluca y Neza \| \| San Luis Potosí \| 1 \| Atlético Potosino \| \| Tamaulipas \| 1 \| Tampico \| \| Puebla \| 1 \| Puebla \| \| Morelos \| 1 \| Zacatepec \| \| Veracruz \| 1 \| Veracruz \| |                                                      |
| Entidad Federativa | N.º | Equipos                                              |
| Distrito Federal | 5 | América, Cruz Azul, Atlante, UNAM y Atlético Español |
| Jalisco | 4 | Jalisco, Tecos, U de G y Guadalajara                 |
| Guanajuato | 2 | León y Unión de Curtidores                           |
| Nuevo León | 2 | Monterrey y UANL                                     |
| Estado de México | 2 | Toluca y Neza                                        |
| San Luis Potosí | 1 | Atlético Potosino                                    |
| Tamaulipas | 1 | Tampico                                              |
| Puebla | 1 | Puebla                                               |
| Morelos | 1 | Zacatepec                                            |
| Veracruz | 1 | Veracruz                                             |

### Información de los equipos
| Equipo                     | Ciudad                           | Estadio                | Capacidad |
| -------------------------- | -------------------------------- | ---------------------- | --------- |
| América                    | México, D. F.                    | Azteca                 | 110,000   |
| Atlante                    | México, D. F.                    | Azteca                 | 110,000   |
| Atlético Español           | México, D. F.                    | Azteca                 | 110,000   |
| Atlético Potosino          | San Luis Potosí, San Luis Potosí | Plan de San Luis       | 20,000    |
| Cruz Azul                  | México, D. F.                    | Azteca                 | 110,000   |
| Deportivo Neza             | Nezahualcóyotl, Estado de México | Municipal de Texcoco   | 5,000     |
| Guadalajara                | Guadalajara, Jalisco             | Jalisco                | 56,000    |
| Jalisco                    | Guadalajara, Jalisco             | Jalisco                | 56,000    |
| León                       | León, Guanajuato                 | León                   | 30,000    |
| Monterrey                  | Monterrey, Nuevo León            | Universitario          | 44,000    |
| Puebla                     | Puebla, Puebla                   | Cuauhtémoc             | 36,000    |
| Tampico                    | Tampico, Tamaulipas              | Tamaulipas             | 19,000    |
| Tecos UAG                  | Zapopan, Jalisco                 | Tres de Marzo          | 25,000    |
| Tigres UANL                | Monterrey, Nuevo León            | Universitario          | 44,000    |
| Toluca                     | Toluca, Estado de México         | Toluca 70              | 27,000    |
| Unión de Curtidores        | León, Guanajuato                 | La Martinica           | 11,000    |
| Universidad de Guadalajara | Guadalajara, Jalisco             | Jalisco                | 56,000    |
| Pumas UNAM                 | México, D. F.                    | Olímpico Universitario | 66,000    |
| Veracruz                   | Veracruz, Veracruz               | Luis "Pirata" Fuente   | 30,000    |
| Zacatepec                  | Zacatepec, Morelos               | Agustín Coruco Díaz    | 19,000    |

## Tabla general
| Pos. | Equipo              | Pts. | PJ | G  | E  | P  | GF | GC | Dif. | Clasificación               |
| ---- | ------------------- | ---- | -- | -- | -- | -- | -- | -- | ---- | --------------------------- |
| 1    | Cruz Azul (C)       | 51   | 38 | 19 | 13 | 6  | 70 | 32 | +38  | Cuadrangular de la liguilla |
| 2    | Tigres UANL         | 48   | 38 | 17 | 14 | 7  | 58 | 46 | +12  | Cuadrangular de la liguilla |
| 3    | Pumas UNAM          | 45   | 38 | 17 | 11 | 10 | 77 | 57 | +20  | Cuadrangular de la liguilla |
| 4    | Toluca              | 45   | 38 | 19 | 7  | 12 | 59 | 43 | +16  | Cuadrangular de la liguilla |
| 5    | Atlético Potosino   | 45   | 38 | 19 | 7  | 12 | 58 | 55 | +3   | Cuadrangular de la liguilla |
| 6    | Zacatepec           | 43   | 38 | 15 | 13 | 10 | 55 | 45 | +10  | Cuadrangular de la liguilla |
| 7    | Puebla              | 42   | 38 | 14 | 14 | 10 | 53 | 49 | +4   |                             |
| 8    | Tecos UAG           | 41   | 38 | 13 | 15 | 10 | 56 | 44 | +12  |                             |
| 9    | Monterrey           | 40   | 38 | 14 | 12 | 12 | 52 | 43 | +9   | Cuadrangular de la liguilla |
| 10   | América             | 37   | 38 | 14 | 9  | 15 | 58 | 49 | +9   | Cuadrangular de la liguilla |
| 11   | U de G              | 37   | 38 | 15 | 7  | 16 | 60 | 57 | +3   |                             |
| 12   | Atlético Español    | 36   | 38 | 13 | 10 | 15 | 54 | 62 | −8   |                             |
| 13   | Tampico             | 35   | 38 | 12 | 11 | 15 | 54 | 57 | −3   |                             |
| 14   | Unión de Curtidores | 35   | 38 | 11 | 13 | 14 | 59 | 65 | −6   |                             |
| 15   | Guadalajara         | 35   | 38 | 11 | 13 | 14 | 43 | 56 | −13  |                             |
| 16   | León                | 33   | 38 | 13 | 7  | 18 | 50 | 67 | −17  |                             |
| 17   | Atlante             | 31   | 38 | 9  | 13 | 16 | 51 | 56 | −5   |                             |
| 18   | Coyotes Neza        | 30   | 38 | 10 | 10 | 18 | 35 | 53 | −18  |                             |
| 19   | Jalisco             | 28   | 38 | 8  | 12 | 18 | 49 | 67 | −18  |                             |
| 20   | Veracruz (D)        | 23   | 38 | 7  | 9  | 22 | 35 | 83 | −48  | Descenso de categoría       |

 Fuente: RSSSF

### Grupos

#### Grupo 1
| Pos. | Equipo       | Pts. | PJ | G  | E  | P  | GF | GC | Dif. | Clasificación               |
| ---- | ------------ | ---- | -- | -- | -- | -- | -- | -- | ---- | --------------------------- |
| 1    | Monterrey    | 40   | 38 | 14 | 12 | 12 | 52 | 43 | +9   | Cuadrangular de la liguilla |
| 2    | América      | 37   | 38 | 14 | 9  | 15 | 58 | 49 | +9   | Cuadrangular de la liguilla |
| 3    | Guadalajara  | 35   | 38 | 11 | 13 | 14 | 43 | 56 | −13  |                             |
| 4    | Atlante      | 31   | 38 | 9  | 13 | 16 | 51 | 56 | −5   |                             |
| 5    | Veracruz (D) | 23   | 38 | 7  | 9  | 22 | 35 | 83 | −48  | Descenso de categoría       |

 Fuente: RSSSF

#### Grupo 2
| Pos. | Equipo            | Pts. | PJ | G  | E  | P  | GF | GC | Dif. | Clasificación               |
| ---- | ----------------- | ---- | -- | -- | -- | -- | -- | -- | ---- | --------------------------- |
| 1    | Pumas UNAM        | 45   | 38 | 17 | 11 | 10 | 77 | 57 | +20  | Cuadrangular de la liguilla |
| 2    | Atlético Potosino | 45   | 38 | 19 | 7  | 12 | 58 | 55 | +3   | Cuadrangular de la liguilla |
| 3    | Tampico           | 35   | 38 | 12 | 11 | 15 | 54 | 57 | −3   |                             |
| 4    | León              | 33   | 38 | 13 | 7  | 18 | 50 | 67 | −17  |                             |
| 5    | Jalisco           | 28   | 38 | 8  | 12 | 18 | 49 | 67 | −18  |                             |

 Fuente: RSSSF

#### Grupo 3
| Pos. | Equipo              | Pts. | PJ | G  | E  | P  | GF | GC | Dif. | Clasificación               |
| ---- | ------------------- | ---- | -- | -- | -- | -- | -- | -- | ---- | --------------------------- |
| 1    | Cruz Azul (C)       | 51   | 38 | 19 | 13 | 6  | 70 | 32 | +38  | Cuadrangular de la liguilla |
| 2    | Toluca              | 45   | 38 | 19 | 7  | 12 | 59 | 43 | +16  | Cuadrangular de la liguilla |
| 3    | Puebla              | 42   | 38 | 14 | 14 | 10 | 53 | 49 | +4   |                             |
| 4    | U de G              | 37   | 38 | 15 | 7  | 16 | 60 | 57 | +3   |                             |
| 5    | Unión de Curtidores | 35   | 38 | 11 | 13 | 14 | 59 | 65 | −6   |                             |

 Fuente: RSSSF

#### Grupo 4
| Pos. | Equipo           | Pts. | PJ | G  | E  | P  | GF | GC | Dif. | Clasificación               |
| ---- | ---------------- | ---- | -- | -- | -- | -- | -- | -- | ---- | --------------------------- |
| 1    | Tigres           | 48   | 38 | 17 | 14 | 7  | 58 | 46 | +12  | Cuadrangular de la liguilla |
| 2    | Zacatepec        | 43   | 38 | 15 | 13 | 10 | 55 | 45 | +10  | Cuadrangular de la liguilla |
| 3    | Tecos UAG        | 41   | 38 | 13 | 15 | 10 | 56 | 44 | +12  |                             |
| 4    | Atlético Español | 36   | 38 | 13 | 10 | 15 | 54 | 62 | −8   |                             |
| 5    | Coyotes Neza     | 30   | 38 | 10 | 10 | 18 | 35 | 53 | −18  |                             |

 Fuente: RSSSF

## Resultados
| Local \ Visitante   | AME | ATT | AES | APO | CAZ | GDL | JAL | LEO | MTY | NEZ | PUE | TAM | TOL | UDC | UAG | UNL | UDG | UNM | VER | ZAC |
| ------------------- | --- | --- | --- | --- | --- | --- | --- | --- | --- | --- | --- | --- | --- | --- | --- | --- | --- | --- | --- | --- |
| América             | —   | 3–1 | 3–3 | 1–1 | 3–3 | 0–0 | 1–0 | 3–1 | 4–0 | 6–1 | 0–0 | 2–1 | 1–0 | 1–2 | 2–0 | 0–1 | 3–2 | 0–3 | 4–2 | 3–0 |
| Atlante             | 2–1 | —   | 2–2 | 4–1 | 0–4 | 2–0 | 4–1 | 1–2 | 0–0 | 1–1 | 1–1 | 2–1 | 1–2 | 0–0 | 2–0 | 0–1 | 1–2 | 1–2 | 2–1 | 0–1 |
| Atlético Español    | 1–0 | 3–2 | —   | 1–1 | 1–1 | 0–1 | 1–1 | 0–3 | 1–2 |     | 1–0 | 1–1 | 5–4 | 2–1 | 0–3 | 3–3 | 1–2 | 2–1 | 4–2 | 0–1 |
| Atlético Potosino   | 0–2 | 1–0 | 0–3 | —   | 3–2 | 4–0 | 0–0 | 1–0 | 2–1 | 3–1 | 2–0 | 2–0 | 1–1 | 1–0 | 1–0 | 2–2 | 1–0 | 1–4 | 4–1 | 2–1 |
| Cruz Azul           | 3–1 | 0–0 | 3–0 | 4–0 | —   | 4–1 | 3–1 | 2–2 | 1–1 | 1–0 | 3–0 | 2–1 | 3–1 | 1–1 | 3–2 | 3–0 | 0–0 | 4–1 | 5–0 | 3–1 |
| Guadalajara         | 0–0 | 3–3 | 1–1 | 1–3 | 0–0 | —   | 1–1 | 2–0 | 2–1 | 2–1 | 3–1 | 2–2 | 2–0 | 1–1 | 1–0 | 2–0 | 2–2 | 1–0 | 1–0 | 1–1 |
| Jalisco             | 0–3 | 2–2 | 1–2 | 6–4 | 2–1 | 3–1 | —   | 1–2 | 1–2 | 0–0 | 0–1 | 2–2 | 2–0 | 2–2 | 1–0 | 0–1 | 2–1 | 3–2 | 0–1 | 1–1 |
| León                | 0–2 | 0–2 | 1–3 | 0–2 | 2–3 | 2–1 | 0–3 | —   | 0–0 | 2–1 | 2–1 | 3–2 | 4–4 | 2–0 | 2–3 | 1–0 | 1–1 | 1–1 | 4–0 | 1–2 |
| Monterrey           | 1–1 | 3–1 | 1–0 | 1–0 | 1–1 | 3–1 | 1–0 | 0–1 | —   | 1–0 | 1–0 | 4–1 | 1–1 | 1–2 | 4–0 | 0–0 | 4–1 | 2–2 | 5–0 | 0–2 |
| Neza                | 1–0 | 2–1 | 2–1 | 2–0 | 1–0 | 2–3 | 1–1 | 0–1 | 2–1 | —   | 0–0 | 1–1 | 1–3 | 1–1 | 0–0 | 2–1 | 2–1 | 1–2 | 2–1 | 2–2 |
| Puebla              | 2–1 | 2–1 | 3–0 | 4–1 | 0–0 | 1–1 | 3–1 | 3–2 | 3–1 | 1–0 | —   | 1–3 | 3–3 | 1–1 | 2–0 | 0–2 | 3–2 | 1–1 | 5–1 | 1–1 |
| Tampico             | 3–2 | 3–2 | 1–1 | 2–0 | 0–4 | 1–0 | 3–3 | 7–1 | 2–2 | 0–1 | 0–0 | —   | 0–0 | 0–2 | 0–1 | 3–1 | 2–1 | 3–0 | 0–0 | 2–3 |
| Toluca              | 2–1 | 2–3 | 4–0 | 0–0 | 3–1 | 2–0 | 2–2 | 2–0 | 1–0 | 3–1 | 3–0 | 2–1 | —   | 1–0 | 3–2 | 2–2 | 0–0 | 4–0 | 4–0 | 1–0 |
| Unión de Curtidores | 1–1 | 2–2 | 1–0 | 2–3 | 2–0 | 1–0 | 3–2 | 1–1 | 0–0 | 1–0 | 2–2 | 1–2 | 1–2 | —   | 1–0 | 2–2 | 3–0 | 2–1 | 2–1 | 3–0 |
| Tecos UAG           | 3–1 | 1–0 | 0–1 | 0–1 | 1–0 | 1–1 | 4–0 | 6–1 | 1–1 | 1–1 | 1–1 | 1–1 | 1–2 | 3–1 | —   | 0–0 | 2–1 | 4–3 | 3–0 | 1–1 |
| Tigres UANL         | 3–2 | 0–0 | 2–1 | 3–5 | 0–0 | 1–0 | 2–2 | 2–1 | 1–1 | 1–0 | 1–1 | 3–1 | 1–1 | 2–1 | 4–1 | —   | 2–1 | 2–1 | 5–0 | 0–0 |
| U. de G.            | 2–1 | 2–1 | 1–0 | 2–1 | 1–1 | 2–2 | 3–0 | 0–1 | 3–0 | 2–0 | 1–1 | 3–4 | 2–1 | 4–1 | 0–3 | 1–2 | —   | 1–2 | 5–2 | 2–1 |
| Pumas UNAM          | 2–0 | 1–1 | 4–1 | 1–3 | 1–1 | 4–2 | 3–1 | 3–1 | 2–0 | 2–0 | 3–1 | 8–1 | 1–1 | 2–1 | 1–1 | 4–2 | 4–2 | —   | 1–1 | 1–1 |
| Veracruz            | 2–2 | 1–1 | 1–3 | 2–1 | 0–1 | 2–0 | 3–1 | 1–1 | 1–4 | 1–0 | 0–2 | 1–1 | 2–0 | 1–1 | 1–1 | 0–3 | 0–2 | 1–1 | —   | 1–0 |
| Zacatepec           | 3–0 | 2–2 | 1–1 | 1–1 | 1–2 | 4–1 | 1–0 | 2–1 | 2–1 | 1–1 | 0–1 | 3–0 | 1–1 | 4–1 | 3–1 | 0–2 | 3–1 | 2–2 | 2–1 | —   |

## Goleo individual
Con 26 goles en la temporada regular, Evanivaldo Castro Cabinho y Hugo Sánchez, delanteros de la UNAM, consiguen coronarse por cuarta y primera ocasión respectivamente como campeones de goleo.
|     | Jugador               | Club             | Goles |
| --- | --------------------- | ---------------- | ----- |
| 1.  | Cabinho               | Pumas UNAM       | 26    |
| =   | Hugo Sánchez          | Pumas UNAM       | 26    |
| 3.  | Osvaldo Castro        | Jalisco          | 24    |
| 4.  | Carlos Eloir Perucci  | Atlético Español | 21    |
| 5.  | Silvio Fógel          | Puebla           | 21    |
| 6.  | Rodolfo Montoya       | Cruz Azul        | 20    |
| 7.  | Ricardo Brandon       | Toluca           | 18    |
| 8.  | Nilson Díaz           | U. de G.         | 17    |
| 9.  | Horacio López Salgado | Cruz Azul        | 16    |
| 10. | Miguel Ángel Gamboa   | América          | 16    |

## Liguilla

### Fase grupal

#### Grupo A
| Pos. | Equipo            | Pts. | PJ | G | E | P | GF | GC | Dif. | Clasificación     |
| ---- | ----------------- | ---- | -- | - | - | - | -- | -- | ---- | ----------------- |
| 1    | Cruz Azul         | 9    | 6  | 4 | 1 | 1 | 8  | 5  | +3   | Acceso a la final |
| 2    | Toluca            | 6    | 6  | 3 | 0 | 3 | 9  | 5  | +4   |                   |
| 3    | América           | 6    | 6  | 3 | 0 | 3 | 7  | 6  | +1   |                   |
| 4    | Atlético Potosino | 3    | 6  | 1 | 1 | 4 | 5  | 13 | −8   |                   |

 Fuente: RSSSF
Resultados
| Local             | Resultado | Visitante         | Estadio          | Fecha       |
| ----------------- | --------- | ----------------- | ---------------- | ----------- |
| Atlético Potosino | 0 - 2     | Toluca            | Plan de San Luis | 6 de junio  |
| América           | 1 - 0     | Cruz Azul         | Azteca           | 7 de junio  |
| Toluca            | 1 - 0     | América           | Toluca 70        | 10 de junio |
| Cruz Azul         | 2 - 1     | Atlético Potosino | Azteca           | 10 de junio |
| Atlético Potosino | 1 - 2     | América           | Plan de San Luis | 14 de junio |
| Toluca            | 0 - 1     | Cruz Azul         | Toluca 70        | 14 de junio |
| Cruz Azul         | 2 - 1     | América           | Azteca           | 16 de junio |
| Toluca            | 5 - 0     | Atlético Potosino | Toluca 70        | 16 de junio |
| América           | 3 - 1     | Toluca            | Azteca           | 20 de junio |
| Atlético Potosino | 2 - 2     | Cruz Azul         | Plan de San Luis | 20 de junio |
| América           | 0 - 1     | Atlético Potosino | Azteca           | 23 de junio |
| Cruz Azul         | 1 - 0     | Toluca            | Azteca           | 24 de junio |

#### Grupo B
| Pos. | Equipo      | Pts. | PJ | G | E | P | GF | GC | Dif. | Clasificación     |
| ---- | ----------- | ---- | -- | - | - | - | -- | -- | ---- | ----------------- |
| 1    | Pumas UNAM  | 8    | 6  | 3 | 2 | 1 | 9  | 6  | +3   | Acceso a la final |
| 2    | Tigres UANL | 8    | 6  | 3 | 2 | 1 | 8  | 7  | +1   |                   |
| 3    | Monterrey   | 6    | 6  | 1 | 4 | 1 | 8  | 8  | 0    |                   |
| 4    | Zacatepec   | 2    | 6  | 0 | 2 | 4 | 6  | 10 | −4   |                   |

 Fuente: RSSSF
Resultados
| Local       | Resultado | Visitante   | Estadio                | Fecha       |
| ----------- | --------- | ----------- | ---------------------- | ----------- |
| Pumas UNAM  | 1 - 0     | Zacatepec   | Olímpico Universitario | 6 de junio  |
| Monterrey   | 0 - 1     | Tigres UANL | Universitario          | 6 de junio  |
| Tigres UANL | 2 - 1     | Zacatepec   | Universitario          | 9 de junio  |
| Pumas UNAM  | 2 - 2     | Monterrey   | Olímpico Universitario | 9 de junio  |
| Pumas UNAM  | 3 - 0     | Tigres UANL | Olímpico Universitario | 13 de junio |
| Monterrey   | 2 - 1     | Zacatepec   | Universitario          | 13 de junio |
| Tigres UANL | 1 - 1     | Monterrey   | Universitario          | 16 de junio |
| Zacatepec   | 1 - 2     | Pumas UNAM  | Agustín Coruco Díaz    | 17 de junio |
| Monterrey   | 1 - 1     | Pumas UNAM  | Universitario          | 20 de junio |
| Zacatepec   | 1 - 1     | Tigres UANL | Agustín Coruco Díaz    | 20 de junio |
| Tigres UANL | 2 - 0     | Pumas UNAM  | Universitario          | 23 de junio |
| Zacatepec   | 2 - 2     | Monterrey   | Agustín Coruco Díaz    | 23 de junio |

### Final

#### Ida
| 28 de junio de 1979 | Pumas UNAM | 0:0 | Cruz Azul | Estadio Olímpico Universitario, Ciudad de México |  |
|                     |            |     |           | Árbitro(s): Marcel Pérez Guevara                 |  |

| 20    | POR   | Olaf Heredia         |     |
| 5     | DEF   | Jesús Iturralde      |     |
| 21    | DEF   | Gustavo Vargas       |     |
| 24    | DEF   | Jorge Paolino        |     |
| 4     | DEF   | Arturo Vázquez Ayala |     |
| 18    | MED   | Jesús Ramírez        |     |
| 6     | MED   | Pareja López         |     |
| 8     | MED   | Enrique López Zarza  |     |
| 10    | DEL   | Ricardo Ferretti     | 88' |
| 9     | DEL   | Cabinho              |     |
| 11    | DEL   | Hugo Sánchez         |     |
| D. T. | D. T. | Bora Milutinovic     |     |

| 1     | POR   | Miguel Marín          |     |
| 2     | DEF   | Nacho Flores          |     |
| 13    | DEF   | Sergio Rubio          |     |
| 5     | DEF   | Miguel Ángel Cornero  |     |
| 15    | DEF   | Jorge López Malo      |     |
| 6     | MED   | Wendy Mendizábal      |     |
| 7     | MED   | Carlos Jara Saguier   |     |
| 8     | MED   | Gerardo Lugo          |     |
| 9     | DEL   | Rodolfo Montoya       | 81' |
| 10    | DEL   | Horacio López Salgado |     |
| 11    | DEL   | José Luis Ceballos    |     |
| D. T. | D. T. | Ignacio Trelles       |     |

| 3 | DEF | Ernesto Cervantes | 88' |

| 14 | DEF | Rafael Toribio | 81' |

| Principal | Marcel Pérez Guevara |

| 20    | POR   | Olaf Heredia         |     |
| 5     | DEF   | Jesús Iturralde      |     |
| 21    | DEF   | Gustavo Vargas       |     |
| 24    | DEF   | Jorge Paolino        |     |
| 4     | DEF   | Arturo Vázquez Ayala |     |
| 18    | MED   | Jesús Ramírez        |     |
| 6     | MED   | Pareja López         |     |
| 8     | MED   | Enrique López Zarza  |     |
| 10    | DEL   | Ricardo Ferretti     | 88' |
| 9     | DEL   | Cabinho              |     |
| 11    | DEL   | Hugo Sánchez         |     |
| D. T. | D. T. | Bora Milutinovic     |     |

| 1     | POR   | Miguel Marín          |     |
| 2     | DEF   | Nacho Flores          |     |
| 13    | DEF   | Sergio Rubio          |     |
| 5     | DEF   | Miguel Ángel Cornero  |     |
| 15    | DEF   | Jorge López Malo      |     |
| 6     | MED   | Wendy Mendizábal      |     |
| 7     | MED   | Carlos Jara Saguier   |     |
| 8     | MED   | Gerardo Lugo          |     |
| 9     | DEL   | Rodolfo Montoya       | 81' |
| 10    | DEL   | Horacio López Salgado |     |
| 11    | DEL   | José Luis Ceballos    |     |
| D. T. | D. T. | Ignacio Trelles       |     |

| 3 | DEF | Ernesto Cervantes | 88' |

| 14 | DEF | Rafael Toribio | 81' |

| Principal | Marcel Pérez Guevara |

| 20    | POR   | Olaf Heredia         |     |
| 5     | DEF   | Jesús Iturralde      |     |
| 21    | DEF   | Gustavo Vargas       |     |
| 24    | DEF   | Jorge Paolino        |     |
| 4     | DEF   | Arturo Vázquez Ayala |     |
| 18    | MED   | Jesús Ramírez        |     |
| 6     | MED   | Pareja López         |     |
| 8     | MED   | Enrique López Zarza  |     |
| 10    | DEL   | Ricardo Ferretti     | 88' |
| 9     | DEL   | Cabinho              |     |
| 11    | DEL   | Hugo Sánchez         |     |
| D. T. | D. T. | Bora Milutinovic     |     |

| 1     | POR   | Miguel Marín          |     |
| 2     | DEF   | Nacho Flores          |     |
| 13    | DEF   | Sergio Rubio          |     |
| 5     | DEF   | Miguel Ángel Cornero  |     |
| 15    | DEF   | Jorge López Malo      |     |
| 6     | MED   | Wendy Mendizábal      |     |
| 7     | MED   | Carlos Jara Saguier   |     |
| 8     | MED   | Gerardo Lugo          |     |
| 9     | DEL   | Rodolfo Montoya       | 81' |
| 10    | DEL   | Horacio López Salgado |     |
| 11    | DEL   | José Luis Ceballos    |     |
| D. T. | D. T. | Ignacio Trelles       |     |

| 3 | DEF | Ernesto Cervantes | 88' |

| 14 | DEF | Rafael Toribio | 81' |

| Principal | Marcel Pérez Guevara |

| 20    | POR   | Olaf Heredia         |     |
| 5     | DEF   | Jesús Iturralde      |     |
| 21    | DEF   | Gustavo Vargas       |     |
| 24    | DEF   | Jorge Paolino        |     |
| 4     | DEF   | Arturo Vázquez Ayala |     |
| 18    | MED   | Jesús Ramírez        |     |
| 6     | MED   | Pareja López         |     |
| 8     | MED   | Enrique López Zarza  |     |
| 10    | DEL   | Ricardo Ferretti     | 88' |
| 9     | DEL   | Cabinho              |     |
| 11    | DEL   | Hugo Sánchez         |     |
| D. T. | D. T. | Bora Milutinovic     |     |

| 1     | POR   | Miguel Marín          |     |
| 2     | DEF   | Nacho Flores          |     |
| 13    | DEF   | Sergio Rubio          |     |
| 5     | DEF   | Miguel Ángel Cornero  |     |
| 15    | DEF   | Jorge López Malo      |     |
| 6     | MED   | Wendy Mendizábal      |     |
| 7     | MED   | Carlos Jara Saguier   |     |
| 8     | MED   | Gerardo Lugo          |     |
| 9     | DEL   | Rodolfo Montoya       | 81' |
| 10    | DEL   | Horacio López Salgado |     |
| 11    | DEL   | José Luis Ceballos    |     |
| D. T. | D. T. | Ignacio Trelles       |     |

| 3 | DEF | Ernesto Cervantes | 88' |

| 14 | DEF | Rafael Toribio | 81' |

| Principal | Marcel Pérez Guevara |

#### Vuelta
| 30 de junio de 1979                                    | Cruz Azul                    | 2:0 (0:0) | Pumas UNAM | Estadio Azteca, Ciudad de México    |                                     |
|                                                        | Jara 73' · López Salgado 88' |           |            | Árbitro(s): Enrique Mendoza Guillén | Árbitro(s): Enrique Mendoza Guillén |
| Cruz Azul campeón de la temporada 1978-79. Global 2:0. |                              |           |            |                                     |                                     |

| 1     | POR   | Miguel Marín          |     |
| 2     | DEF   | Nacho Flores          |     |
| 13    | DEF   | Sergio Rubio          |     |
| 5     | DEF   | Miguel Ángel Cornero  |     |
| 15    | DEF   | Jorge López Malo      |     |
| 6     | MED   | Wendy Mendizábal      |     |
| 7     | MED   | Carlos Jara Saguier   |     |
| 8     | MED   | Gerardo Lugo          |     |
| 9     | DEL   | Rodolfo Montoya       | 74' |
| 10    | DEL   | Horacio López Salgado |     |
| 11    | DEL   | José Luis Ceballos    | 83' |
| D. T. | D. T. | Ignacio Trelles       |     |

| 20    | POR   | Olaf Heredia         |     |
| 5     | DEF   | Jesús Iturralde      |     |
| 21    | DEF   | Gustavo Vargas       | 70' |
| 24    | DEF   | Jorge Paolino        |     |
| 4     | DEF   | Arturo Vázquez Ayala |     |
| 6     | MED   | Pareja López         |     |
| 18    | MED   | Jesús Ramírez        |     |
| 8     | MED   | Enrique López Zarza  |     |
| 7     | DEL   | Juan José Muñante    | 81' |
| 9     | DEL   | Cabinho              |     |
| 11    | DEL   | Hugo Sánchez         |     |
| D. T. | D. T. | Bora Milutinovic     |     |

| 14 | DEF | Rafael Toribio | 74' |
| 17 | DEL | Adrián Camacho | 83' |

| 3  | DEF | Ernesto Cervantes | 70' |
| 10 | MED | Ricardo Ferretti  | 81' |

| 73' · 88' | Carlos Jara Saguier Horacio López Salgado | 1:0 2:0 |

| Principal | Enrique Mendoza Guillén |

| 1     | POR   | Miguel Marín          |     |
| 2     | DEF   | Nacho Flores          |     |
| 13    | DEF   | Sergio Rubio          |     |
| 5     | DEF   | Miguel Ángel Cornero  |     |
| 15    | DEF   | Jorge López Malo      |     |
| 6     | MED   | Wendy Mendizábal      |     |
| 7     | MED   | Carlos Jara Saguier   |     |
| 8     | MED   | Gerardo Lugo          |     |
| 9     | DEL   | Rodolfo Montoya       | 74' |
| 10    | DEL   | Horacio López Salgado |     |
| 11    | DEL   | José Luis Ceballos    | 83' |
| D. T. | D. T. | Ignacio Trelles       |     |

| 20    | POR   | Olaf Heredia         |     |
| 5     | DEF   | Jesús Iturralde      |     |
| 21    | DEF   | Gustavo Vargas       | 70' |
| 24    | DEF   | Jorge Paolino        |     |
| 4     | DEF   | Arturo Vázquez Ayala |     |
| 6     | MED   | Pareja López         |     |
| 18    | MED   | Jesús Ramírez        |     |
| 8     | MED   | Enrique López Zarza  |     |
| 7     | DEL   | Juan José Muñante    | 81' |
| 9     | DEL   | Cabinho              |     |
| 11    | DEL   | Hugo Sánchez         |     |
| D. T. | D. T. | Bora Milutinovic     |     |

| 14 | DEF | Rafael Toribio | 74' |
| 17 | DEL | Adrián Camacho | 83' |

| 3  | DEF | Ernesto Cervantes | 70' |
| 10 | MED | Ricardo Ferretti  | 81' |

| 73' · 88' | Carlos Jara Saguier Horacio López Salgado | 1:0 2:0 |

| Principal | Enrique Mendoza Guillén |

| 1     | POR   | Miguel Marín          |     |
| 2     | DEF   | Nacho Flores          |     |
| 13    | DEF   | Sergio Rubio          |     |
| 5     | DEF   | Miguel Ángel Cornero  |     |
| 15    | DEF   | Jorge López Malo      |     |
| 6     | MED   | Wendy Mendizábal      |     |
| 7     | MED   | Carlos Jara Saguier   |     |
| 8     | MED   | Gerardo Lugo          |     |
| 9     | DEL   | Rodolfo Montoya       | 74' |
| 10    | DEL   | Horacio López Salgado |     |
| 11    | DEL   | José Luis Ceballos    | 83' |
| D. T. | D. T. | Ignacio Trelles       |     |

| 20    | POR   | Olaf Heredia         |     |
| 5     | DEF   | Jesús Iturralde      |     |
| 21    | DEF   | Gustavo Vargas       | 70' |
| 24    | DEF   | Jorge Paolino        |     |
| 4     | DEF   | Arturo Vázquez Ayala |     |
| 6     | MED   | Pareja López         |     |
| 18    | MED   | Jesús Ramírez        |     |
| 8     | MED   | Enrique López Zarza  |     |
| 7     | DEL   | Juan José Muñante    | 81' |
| 9     | DEL   | Cabinho              |     |
| 11    | DEL   | Hugo Sánchez         |     |
| D. T. | D. T. | Bora Milutinovic     |     |

| 14 | DEF | Rafael Toribio | 74' |
| 17 | DEL | Adrián Camacho | 83' |

| 3  | DEF | Ernesto Cervantes | 70' |
| 10 | MED | Ricardo Ferretti  | 81' |

| 73' · 88' | Carlos Jara Saguier Horacio López Salgado | 1:0 2:0 |

| Principal | Enrique Mendoza Guillén |

| 1     | POR   | Miguel Marín          |     |
| 2     | DEF   | Nacho Flores          |     |
| 13    | DEF   | Sergio Rubio          |     |
| 5     | DEF   | Miguel Ángel Cornero  |     |
| 15    | DEF   | Jorge López Malo      |     |
| 6     | MED   | Wendy Mendizábal      |     |
| 7     | MED   | Carlos Jara Saguier   |     |
| 8     | MED   | Gerardo Lugo          |     |
| 9     | DEL   | Rodolfo Montoya       | 74' |
| 10    | DEL   | Horacio López Salgado |     |
| 11    | DEL   | José Luis Ceballos    | 83' |
| D. T. | D. T. | Ignacio Trelles       |     |

| 20    | POR   | Olaf Heredia         |     |
| 5     | DEF   | Jesús Iturralde      |     |
| 21    | DEF   | Gustavo Vargas       | 70' |
| 24    | DEF   | Jorge Paolino        |     |
| 4     | DEF   | Arturo Vázquez Ayala |     |
| 6     | MED   | Pareja López         |     |
| 18    | MED   | Jesús Ramírez        |     |
| 8     | MED   | Enrique López Zarza  |     |
| 7     | DEL   | Juan José Muñante    | 81' |
| 9     | DEL   | Cabinho              |     |
| 11    | DEL   | Hugo Sánchez         |     |
| D. T. | D. T. | Bora Milutinovic     |     |

| 14 | DEF | Rafael Toribio | 74' |
| 17 | DEL | Adrián Camacho | 83' |

| 3  | DEF | Ernesto Cervantes | 70' |
| 10 | MED | Ricardo Ferretti  | 81' |

| 73' · 88' | Carlos Jara Saguier Horacio López Salgado | 1:0 2:0 |

| Principal | Enrique Mendoza Guillén |

| Campeón Primera División 1978-79 |
| -------------------------------- |
|                                  |
| Cruz Azul                        |
| 6.o título                       |